# Dom przy ul. Kaleńskiej 12 w Warszawie
Dom przy ul. Kaleńskiej 12 w Warszawie – zabytkowy budynek w Warszawie, znajdujący się przy ul. Kaleńskiej róg ul. Kobielskiej, w dzielnicy Praga-Południe.

## Historia
Budynek powstał w latach 20. XX w. dla Zofii i Kazimierza Burczyńskich, z cegły pozyskanej po rozbiórce fortu Grochów. Według dokumentów podziału hipotecznego z 1929 roku jego właścicielem był Sołtysik, a w późniejszym czasie został nim Kazimierz Lurczyński.
Na podstawie dekretu Bieruta z 1945 roku dom przeszedł na własność miasta. Mieściły się w nim mieszkania komunalne. W latach 50. XX w. ze względu na stan techniczny obiektu przechodził doraźnie remonty. W 1957 roku została wydana zgoda na wykonanie w jednym z lokali ścianek z płyty pilśniowej.
Od 1974 roku w budynku mieszkała i prowadziła pracownię artystyczną plastyczka Elżbieta Ostrowska-Leszczyńska.
W 2011 roku dom wpisano do wojewódzkiej, a rok później gminnej ewidencji zabytków. Uchwałą z dnia 10 maja 2017 roku Zarząd Dzielnicy Praga-Południe m. st. Warszawy wyraził zgodę na opróżnienie i wyłączenie go z użytkowania. 18 sierpnia 2023 roku obiekt wraz z otoczeniem wpisano do rejestru zabytków.
Przez niektóre źródła jest określany jako najstarszy budynek na Grochowie.

## Architektura
Dom reprezentuje formę historyzującej architektury podmiejskiej. Zachowały się nieliczne detale architektoniczne budynku i część wyposażenia, natomiast sama bryła i układ pomieszczeń nie uległy znaczącym przekształceniom.
Wzniesiono go na planie prostokąta jako budynek parterowy z mieszkalnym poddaszem. Jest obiektem murowanym, otynkowanym oraz niepodpiwniczonym. Północna elewacja ślepa, południowa z jednym oknem na poddaszu. Dach mansardowy, konstrukcji drewnianej, kryty papą i blachą. W dachu umieszczono pięć lukarn (trzy od frontu i dwie od strony działki), które zwieńczono trójkątnymi szczytami.
Budynek pierwotnie posiadał 8 lokali, które w większości były dwuizbowe. Do ich ogrzewania wykorzystywano piece kaflowe, a same mieszkania pozbawione były urządzeń sanitarnych. Na piętro prowadziły schody zabiegowe o balustradzie tralkowej. W 2011 na parterze i piętrze było po trzy mieszkania – na górze o funkcji mieszkalnej, na dole użytkowej.
Początkowo obok domu mieszkalnego znajdowała się murowana oficyna. Pierwotnie pełniła funkcję stajni, potem warsztatu, a na koniec mieszkalną. W 1956 wichura zniszczyła jedną z jej ścian i więźbę dachową. Do lat 70. XX w. na podwórku była studnia. Na początku XXI w. obejście obejmowało dom i budynek gospodarczy z murem. Wokół domu rosło wówczas kilka drzew.